# Капорки
Ка́порки (рос. Капорки) — присілок у складі Дмитровського міського округу Московської області, Росія.

## Населення
Населення — 14 осіб (2010; 6 у 2002).
Національний склад (станом на 2002 рік):
- росіяни — 100 %